# Wasonaka yepomerae
Wasonaka yepomerae — викопний вид гусеподібних птахів родини качкових (Anatidae). Птах існував у пліоцені (3-4 млн років тому). Скам'янілі рештки знайдені у Мексиці у штаті Чіуауа.